# Aniceto (nome)
Aniceto  è un nome proprio di persona italiano maschile.

## Varianti
- Femminili: Aniceta[1]
  - Alterati: Anicetta[2]

### Varianti in altre lingue
- Basco: Anizeto, Aniketa[5]
- Catalano: Anicet[5]
- Francese: Anicet
- Greco antico: Ανίκητος (Aniketos)[2][6]
- Greco moderno: Ανίκητος (Anikītos)[6]
- Latino: Anicetus[2][3][6]
- Lettone: Anikets
- Lituano: Anicetas
- Polacco: Anicet
- Portoghese: Aniceto
- Russo: Аникет (Aniket)
- Serbo: Аницет (Anicet)
- Spagnolo: Aniceto[5]
- Ucraino: Анікет (Aniket)
- Ungherese: Anicét

## Origine e diffusione
Deriva dall'antico nome augurale greco Ανίκητος (Aniketos); è basato su νικάω (nikao, "vincere"), combinato con un'alfa privativa, e vuol dire quindi "invitto", "invincibile", "inconquistabile".
Il suo uso, scarso, è sostenuto principalmente dal culto verso sant'Aniceto, papa; è diffuso nell'Italia centro-settentrionale, particolarmente in Emilia-Romagna e Lombardia. Il nome è presente anche nella mitologia greca, dove è portato da Aniceto, figlio di Eracle ed Ebe.

## Onomastico
L'onomastico può essere festeggiato in memoria di più santi, alle date seguenti:
- 17 o 20 aprile, sant'Aniceto, papa[7][9][10]
- 16 giugno, beato Aniceto Koplin, religioso cappuccino, martire ad Auschwitz[9]
- 10 luglio, sant'Aniceto, martire con diversi compagni a Nicopoli in Armenia sotto Licinio[9][10]
- 12 agosto, sant'Aniceto, detto "di Marmara", martire in Nicomedia con san Fozio[5][7][9][10]

## Persone
- Aniceto, papa e santo

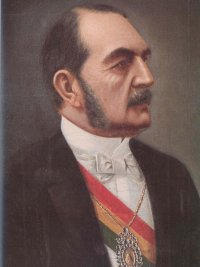
Aniceto Arce

- Aniceto, liberto vissuto alla corte di Nerone
- Aniceto Arce, politico e imprenditore boliviano
- Aniceto Ferrante, vescovo cattolico e scrittore italiano
- Aniceto Koplin, religioso tedesco

### Variante Anicet
- Anicet Andrianantenaina, calciatore malgascio
- Anicet Lavodrama, cestista centrafricano naturalizzato spagnolo

## Il nome nelle arti
- Aniceto Balzarotti è il protagonista del romanzo per ragazzi di Giana Anguissola Aniceto o la bocca della verità, uscito postumo nel 1972.